# زانکت لئونارد ام هورنروالد
زانکت لئونارد ام هورنروالد (به آلمانی: Sankt Leonhard am Hornerwald) یک منطقهٔ مسکونی در اتریش است که در ناحیه کرمس-لاند واقع شده‌است. زانکت لئونارد ام هورنروالد ۱٬۲۴۱ نفر جمعیت دارد.